# Koszewo (województwo zachodniopomorskie)
Koszewo (niem. Groß Küssow, nazwa przejściowa – Skoszewo) – osada w Polsce położona w województwie zachodniopomorskim, w powiecie stargardzkim, w gminie Stargard.
W latach 1975–1998 miejscowość administracyjnie należała do województwa szczecińskiego.
Wieś przy wschodnim brzegu jeziora Miedwie. Wzmiankowano ją po raz pierwszy w 1492 r, w pobliżu wsi wał słowiańskiego grodziska.

## Zabytki
- Późnogotycki kościół kamienno-ceglany, z prezbiterium z 2 poł.XV w. oraz nawą i wieżą (zwieńczoną blankami i ceglanym ostrosłupem) z I poł. XVI w., oraz dobudowaną w XVIII w. barokową kaplicą,
- pałac elektyczny z lat 1914-16.

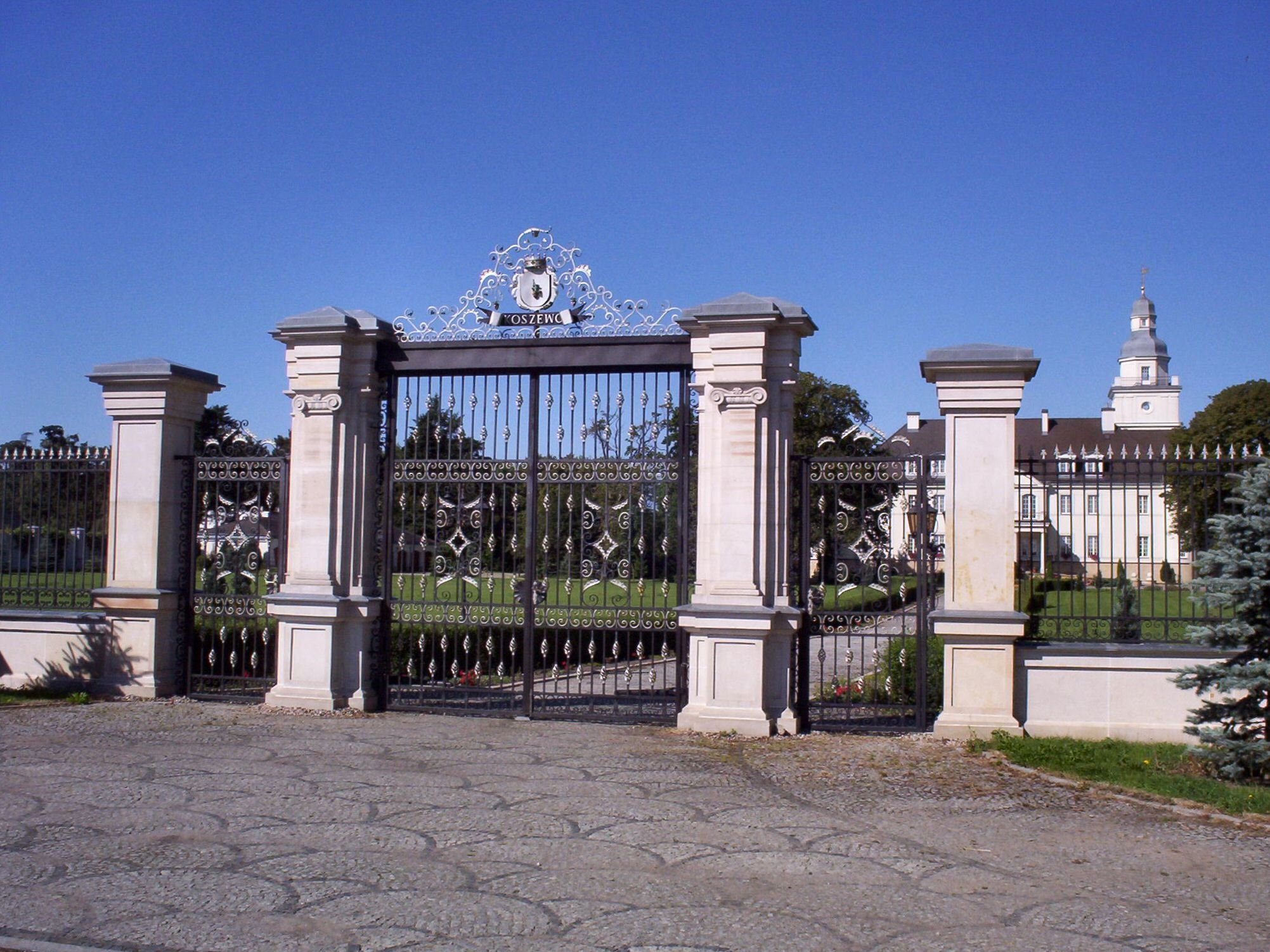
Brama pałacu w Koszewie
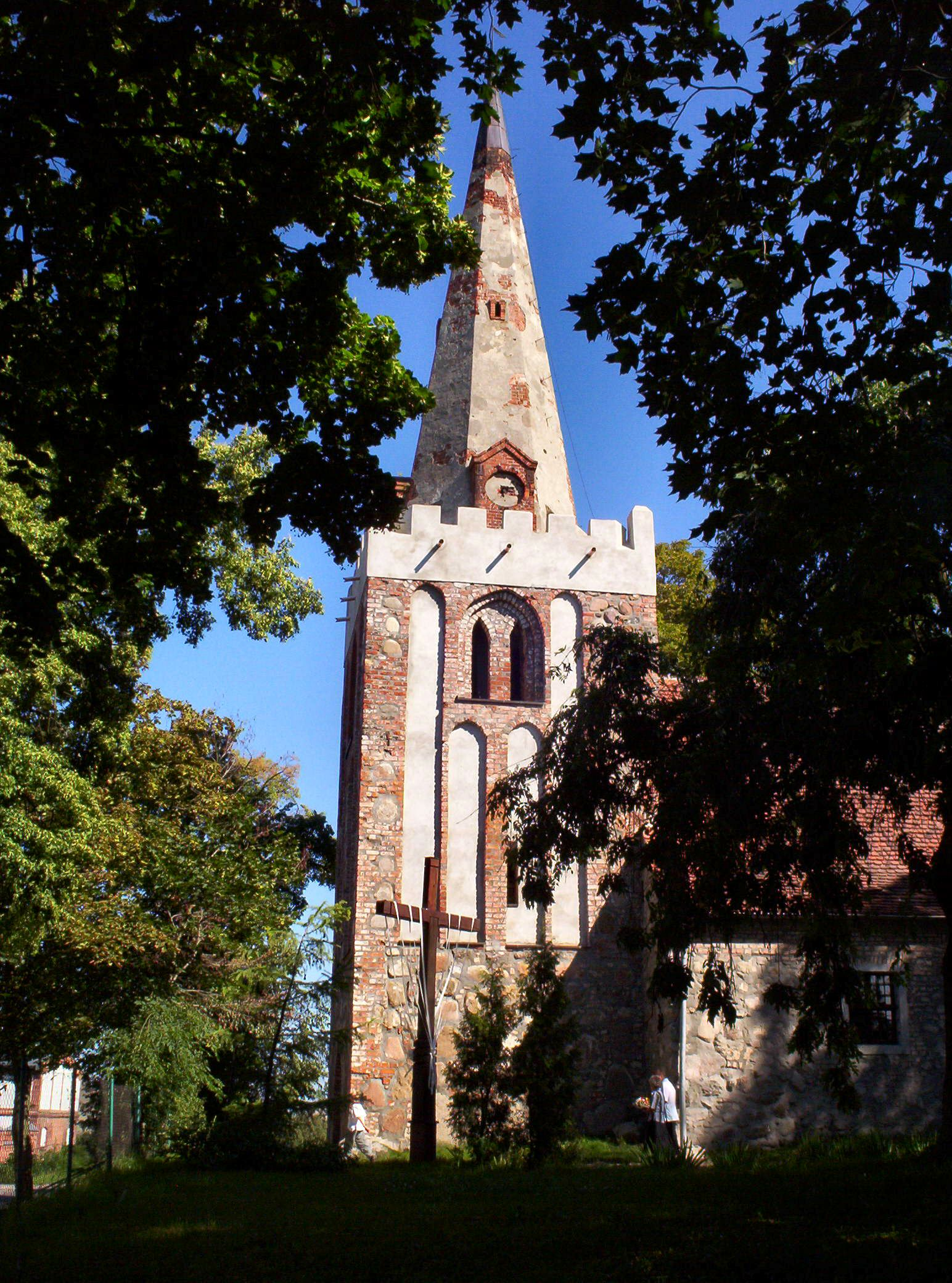
Wieża kościoła w Koszewie
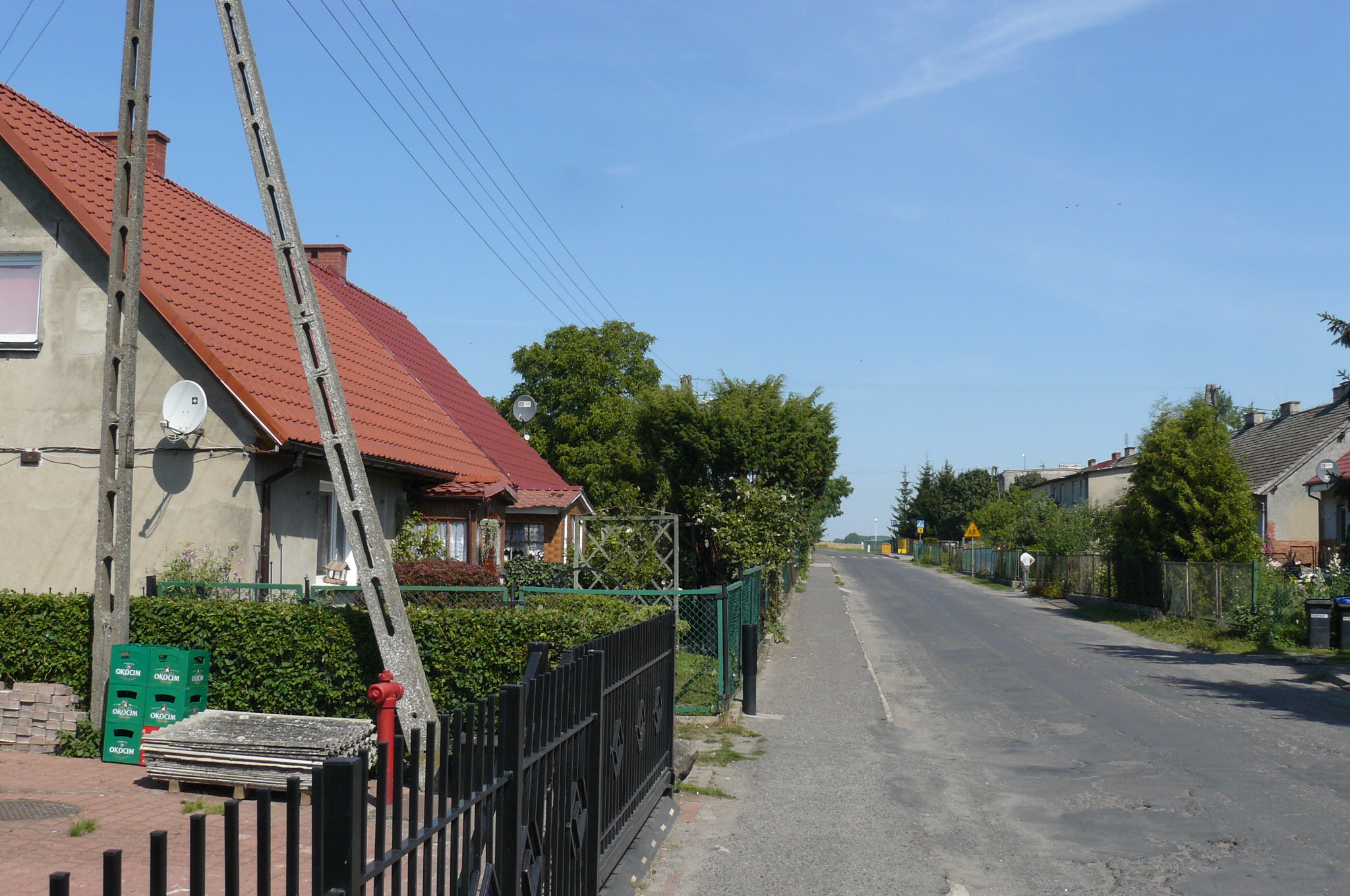
Centrum wsi

## Komunikacja
Do Koszewa dojeżdża ze Stargardu linia MZK nr 35.